# Оккервіль
Оккервіль — річка на сході Санкт-Петербурга, ліва притока річки Охти, що впадає в неї за 1,8 км вище гирла.
Витікає з боліт на південь від Колтушських висот. Протікає по Всеволожському району Ленінградської області, Невському та Красногвардійському районах Санкт-Петербурга.

## Походження назви
Назва Оккервіль появилась в XVII ст. і зустрічається на шведській мапі 1699. Є усталена версія, що вона походить від прізвища шведського полковника барона Оккервіля, що мав наприкінці XVI століття на березі річки мизу (маєток).

## Географічні відомості
Довжина — 18 км, ширина — 1,5-25 м, глибина від 0,25 до 0,8 м.
У витоках носить назву Чорна річка.